# Zahntaube
Die Zahntaube (Didunculus strigirostris) ist eine Art der Taubenvögel und einzige rezente Vertreterin ihrer Gattung. Es ist eine sehr wenig erforschte Art, die nur auf zwei der Samoa-Inseln vorkommt. Mögliche nahe Verwandte der Art sind die Indopazifischen Erdtauben sowie die Fasantaube. Die IUCN hat der Zahntaube den Status „vom Aussterben bedroht“ (critically endangered) verliehen.

## Erscheinungsbild

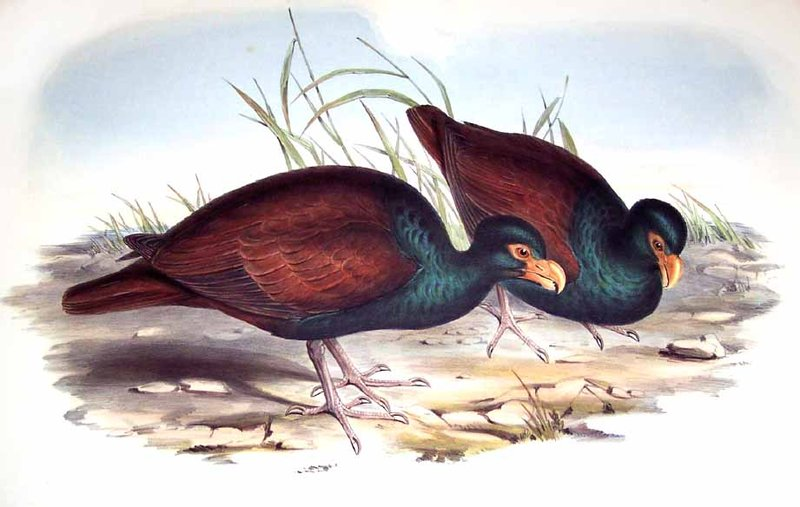
Illustration von John Gould

Die Zahntaube erreicht eine Körperlänge von etwa 31 Zentimetern. Sie ist damit etwa so groß wie eine Ringeltaube. Es handelt sich um eine langbeinige Art. Die Beine sind unbefiedert. Das Gefieder an Kopf, Hals, oberen Mantel und Brust ist schillernd blaugrün. Der hintere Hals, der Rücken sowie der Bürzel, der Schwanz und die Flügel sind kastanienbraun. Der Bauch ist schwarzgrün. Die Handschwingen und die Flügeldecken sind schwarzgrau.
Auffallend an dieser Art ist insbesondere der große Schnabel, der an der Spitze hakenförmig gebogen ist. Die Nasenlöcher sind waagerecht und schlitzförmig schmal. Er weist in seiner Form Ähnlichkeit zu den Schnäbeln der ausgestorbenen Dronten auf.

## Verbreitungsgebiet, Lebensraum und Verhalten
Die Zahntaube kommt nur auf den Samoa-Inseln Upolu und Savaiʻi vor. Sie kommt nach derzeitigen Erkenntnissen von Meereshöhe bis auf 1.300 Meter NN vor. Über ihr Brutverhalten ist wenig bekannt. Im 19. Jahrhundert galt sie als eine bodenbewohnende Art, die ihre Nester überwiegend am Boden errichtet. Diese wurden jedoch oft durch Schweine zerstört. Nach Beobachtungen, die im Verlauf des 20. Jahrhunderts gemacht wurden, brütet die Zahntaube in Bäumen und baumt sowohl zum Schlafen als auch zum Ruhen auf. Ihre Nahrungsgewohnheiten sind abweichend von denen anderer Tauben. Sie ist in der Lage, zähe Früchte der Gattung Dysoxylum zu öffnen. Daneben nimmt sie zahlreiche andere fleischige Früchte. Es wird für möglich gehalten, dass die schweren Taifune von 1990, 1991, 2004 2012 und 2016 die Restbestände der Zahntaube weiter dezimiert haben, da viele Bäume entlaubt und ohne Früchte waren. Genaue Bestandsschätzungen sind auch deshalb schwierig, da ihr Ruf dem der Tongafruchttaube ähnelt. Weiterhin werden Zahntauben von Jägern erlegt, die auch andere Tauben jagen.

## Sonstiges
Auf der Rückseite des 20-Tala-Scheins ist eine Zahntaube abgebildet.